# Friedrich Arnold Brockhaus
Friedrich Arnold Brockhaus (Tremonia, 4 de mayo de 1772-Leipzig, 20 de agosto de 1823) fue un editor alemán conocido hoy en día porque publicó la Enciclopedia Brockhaus, que había comprado bajo el nombre de Conversations-Lexikon mit vorzüglicher Rücksicht auf die gegenwärtigen Zeiten de su fundador Renatus Gotthelf Löbel.

## Vida de Friedrich Arnold Brockhaus

### Antepasados, familia y formación
De los antepasados masculinos de Brockhaus se sabe que eran parte del sacerdocio en Westfalia. El padre de Brockhaus, Johann Adolf Heinrich Brockhaus, era un comerciante. Obtenía los conocimientos necesarios para su profesión en la ciudad de Hamm situada en el actual estado federado Renania del Norte-Westfalia en el oeste de Alemania. Luego se trasladó a Tremonia, la ciudad natal de Brockhaus, dónde se casó con Katharina Elisabeth Davidis y fundó un comercio.
Friedrich Arnold Brockhaus nació el 4 de mayo de 1772 en Tremonia. Tenía un hermano mayor, que luego se ocupó del comercio del padre. Para Friedrich Arnold Brockhaus también estaba prevista la profesión de comerciante, y en 1788 empezó su aprendizaje en otro comercio en Tremonia. Después de su aprendizaje se trasladó a Leipzig, donde asistía a lecciones de filosofía y de ciencias naturales. También mostraba interés en literatura y el comercio de libros, y entró en contacto con gente que tenía el mismo interés.

### Comienzo de su vida familiar y profesional
Tras un plan fracasado de encargarse de una nueva surcursal en Italia para una empresa inglesa, entre 1796 y 1802 Brockhaus fue propietario, junto con dos socios, de dos negocios en Tremonia y Arnhem. Fue también en esta época cuando se casó con Sophie Wilhelmine Arnoldine Beurhaus. En 1799, Brockhaus y su esposa se convirtieron en padres por primera vez cuando nació su primero hijo, una chica. En 1800 nació su segundo hijo, un chico. El nieto de Brockhaus, Heinrich Brockhaus, escribió sobre esta época: «Más tarde Brockhaus llamó los primeros tres años de su matrimonio (1798-1800) los más felices de su vida.» Brockhaus y su esposa tenían tres hijas y cuatro hijos.
Los comercios en Tremonia y Arnhem fracasaron por conflictos entre los socios. Por eso, en 1802 Brockhaus se trasladó a Ámsterdam. Allí tenía un negocio de artículos manufacturados, esta vez sin socios. En 1805 decidió convertirse en un comerciante de libros, y fundó una tienda de libros en Ámsterdam, lo que su nieto más tarde consideró como el comienzo de la editorial F.A. Brockhaus. Hasta 1807 J. G. Rohloff fue el propietario nominal y la empresa primero se llamaba Rohloff & Co. y luego Kunst- und Industrie-Comptoir (que se podría traducir como «Instituto comercial de arte e industria»). Brockhaus tenía la idea de ofrecer a los neerlandeses literatura de otros países (principalmente de Inglaterra, Italia, Francia y Alemania) y de vender literatura neerlandesa al extranjero. Pronto encontró suministradores y clientes para partituras, libros y periódicos; entre otros logró contratar la gran editorial musical Breitkopf & Härtel como suministrador.

### Fundación de la editorial F.A. Brockhaus
Además de comerciar con libros y partituras, en 1805 Brockhaus estableció una editorial, publicando primero periódicos en los campos de la política, literatura e historia, y con eso cimentó las bases de la editorial F.A. Brockhaus, que llegó a ser una institución de la divulgación de saber en Alemania, hasta que en 2009 fue desmantelada. La primera publicación de la editorial fue «una revista política-literaria» en lengua neerlandesa con el nombre De Ster («La Estrella»), que informaba sobre literatura y teatro, y publicaba reflexiones sobre política en Europa. Pronto Louis Bonaparte, que había sido nombrado rey de los Países Bajos por Napoleón en 1806, prohibió De Ster, que entonces sólo había perdurado tres meses, desde el 11 de marzo de 1806 hasta el 10 de junio del mismo año. Brockhaus continuó la revista bajo otro nombre y con los mismos contenidos hasta el 2 de agosto de 1806.
Además del Ster y de otras obras, la editorial publicó en esta época tres periódicos, uno en neerlandés, uno en francés y uno en alemán, ediciones en alemán de obras en lengua francesa e inglesa, unas obras científicas, el catecismo de Napoleón, que había aprobado el Papa y que Napoleón declaró obligatorio en todo su imperio, y obras sobre historia general e historia militar.
En 1808 Brockhaus adquirió los derechos de una enciclopedia casi completa (se habían publicado cinco de sus seis volúmenes y la mitad del sexto). Su primer editor fue Renatus Gotthelf Löbel y tenía el título «Conversations-Lexikon mit vorzüglicher Rücksicht auf die gegenwärtigen Zeiten» (que se podría traducir como «Enciclopedia teniendo en consideración principalmente la época presente»). La obra no se concibió sólo para el uso de los hombres, sino que específicamente trataba de incluir a las mujeres como posibles lectores y de brindarles conocimientos generales y de política.